# Национальный фронт сопротивления Сан-Томе и Принсипи
Национальный фронт сопротивления Сан-Томе и Принсипи — политическая партия, действовавшая в республике Сан-Томе и Принсипи в 1981—1986 годах.

## История
Национальный фронт сопротивления Сан-Томе и Принсипи был основан в 1981 году эмигрантами из Сан-Томе и Принсипи, которые выступали против установившегося на островах социалистического режима. Партия создана в Габоне под руководством Карлуша да Граса, бежавшего в 1978 году после неудачной попытки государственного переворота. В 1986 году партия была изгнана из Габона после того как отношения между этой страной и Сан-Томе и Принсипи начали налаживаться. Большая часть Национального фронта сопротивления Сан-Томе и Принсипи переехала в столицу Португалии Лиссабон и отказалась от вооружённой борьбы. После того как Карлуш да Граса покинул партию, большая часть её членов влилась в состав Независимого демократического союза Сан-Томе и Принсипи. Однако небольшая группа во главе с Монсо душ Сантушем решила продолжать вооружённую борьбу и перебралась в Камерун. Там она сменила название на Национальный фронт сопротивления Сан-Томе и Принсипи — Обновленный.